# براندون فورد
براندون فورد (بالإنجليزية: Brandon Ford)‏ هو لاعب كرة قدم أمريكية أمريكي، ولد في 31 ديسمبر 1989.